# Salterio anglo-catalán

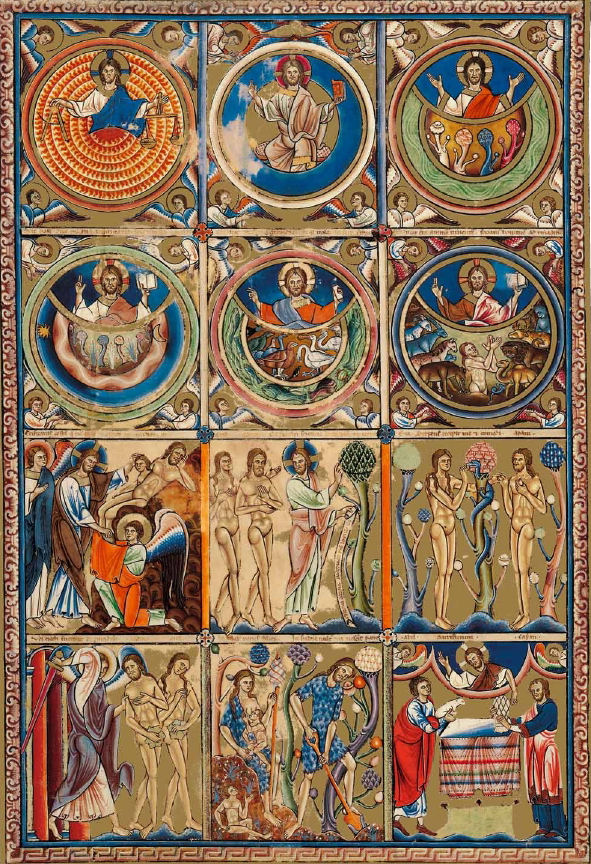
Salterio anglocatalán o Gran Salterio de Canterbury.

El Salterio anglo-catalán (BnF, Lat 8846) es un manuscrito iluminado de finales de siglo XIII y principios del XIV, conservado en la Biblioteca nacional de Francia.

## Creación y descripción
Las iluminaciones de este manuscrito fueron realizadas en dos etapas: en Canterbury, alrededor de 1200 (184 folios) y en Cataluña alrededor de 1340.

### La intervención inglesa delsigloXIII
Los maestros ingleses, vinculados o surgidos del taller de Canterbury, elaboraron la primera parte del códice. Se sitúan en la etapa final del románico, cuando la gran oleada filobizantina que invadió la Europa occidental vive uno de sus momentos más álgidos. El modelo bizantino explica algunas de sus características principales. Sin embargo, en la cercanía del 1200 es obligado referirse también a los progresos del primer gótico y a la relación del Salterio con los inicios del nuevo estilo que se adueña poco a poco de las grandes capitales artísticas del Norte de Europa. Los ilustradores ingleses, activos muy posiblemente ya hacia 1180, fueron herederos de la tradición insular de la época románica. Sin embargo, estos talleres representan al mismo tiempo un capítulo renovado y seguro de sus posibilidades que, sin olvido de la pauta bizantina, transforma y da nueva vida a las obras anteriores.  El discurso general de los ilustradores ingleses del Salterio triple glosado anglo-catalán depende de otros manuscritos, también ingleses, que interpretan básicamente el modelo proporcionado por el Salterio carolingio conservado en Utrecht, obra que ejerció una importante influencia en la miniatura inglesa de los siglos X y XI. A partir de las obras conservadas se puede explicar de modo bastante satisfactorio la tradición gráfica que dio base a las miniaturas inglesas del códice de París. En esta obra, los oros y las tintas saturadas hacen suyos los espacios destinados a la miniatura y a las iniciales. Estos y otros factores se convirtieron en notas distintivas de un arte que nos acerca a la pintura mural y a las vidrieras del entorno del 1200.
Los primeros cuatro folios del libro se han iluminado a toda página. Las viñetas que los componen definen una especie de prólogo en que se incluye un resumen detallado de la historia de la humanidad según las escrituras. Destacan en primer lugar los episodios del Génesis, los dedicados a la Creación y a la caída de Adán y Eva, además de otros pasajes veterotestamentarios en que se relata la historia de Israel y de sus reyes. En el folio 2v, los episodios dedicados a David se yuxtaponen a dos escenas finales extraídas de la vida de san Juan Bautista. Ambas sirven de transición a un Bautismo de Cristo que, aun truncando el hilo narrativo precedente, introduce las escenas de la vida pública a la que se dedican dos folios completos (3r y 3v). Un singular y ordenado árbol de Jesé llena el folio siguiente para ofrecernos una substancial genealogía de Cristo y de la Virgen que configuran los bustos enmarcados de 18 personajes situados entre flores espectaculares de delicada factura que pueden reencontrarse en los murales de Sijena. El primer grupo de ilustraciones —organizadas en cuatro registros de tres viñetas cada uno— concluye, después del Árbol genealógico, en el reverso del folio 4. Allí habrá espacio para las escenas de la infancia de Cristo que encabeza la Anunciación. Se hace hincapié en los temas principales que, relacionados con la encarnación del Mesías, prefiguran la Redención, y se confiere particular importancia a las historias de los reyes magos y a aquellas escenas que profetizan o simbolizan la muerte de Cristo, como la Presentación en el templo o la Matanza de los santos inocentes. Sin embargo, a partir del folio 5v el enfoque varía y los salmos se convierten en los verdaderos protagonistas del discurso figurativo, asistimos a una concatenación de imágenes de difícil y enigmática lectura. Su contenido depende directamente de los salmos, textos poéticos y abstractos, que truncan el engarce narrativo de las primeras páginas. Abandonamos el territorio de los episodios autónomos y bien conocidos para penetrar en una visión más compleja del fenómeno religioso. Ahora cada una de las ilustraciones debe ser explicada y razonada para que pueda ser adecuadamente entendida; incluso habrá que echar mano con frecuencia de la exégesis, es decir, de los comentarios añadidos a la lectura del libro davídico y que ofrecen también algunas de las claves que comunican sus contenidos con otros pasajes bíblicos de la mayor importancia. Sobre el esquema básico que establece la relación entre el salmista y las diversas manifestaciones de la divinidad, los ilustradores remodelan los esquemas de salterios anteriores vinculados a Utrecht, introduciendo las variables de un estilo, nuevo y modernizado, que nos aproxima también a los murales que cubrieron la Sala Capitular de Sijena, hoy en el Museo Nacional de Arte de Cataluña (MNAC). Canterbury, c. 1200: 184 páginas. Esta primera parte sigue el programa iconográfico del Salterio de Utrecht. Comienza con lo que Victor Leroquais llamó prólogo del Salterio: 8 miniaturas extraordinarias a página entera. Siguen 52 fascinantes miniaturas de tamaño aprox. 15 x 32 cm. (ancho de página) al inicio de cada salmo. La mayoría de las páginas tienen iniciales decoradas.

#### Las miniaturas anglo-catalanas
Los folios de los maestros ingleses nos han permitido acercarnos a un panorama pictórico muy ambicioso y de calidad fuera de lo común. Sin embargo estos maestros, creadores de figuras monumentales y elásticas y de una vegetación suntuosa e irreal, interrumpieron su trabajo dejando en blanco algunos de los espacios reservados a la ilustración. Hay que advertir, por otro lado, que no sólo dejaron espacios en blanco; también dejaron esbozadas o preparadas mediante los pertinentes dibujos algunas miniaturas más.  En concreto las correspondientes a los folios 72v, 73v, 80v, 81v, 82v, 86v y 93r. Estas miniaturas fueron concluidas en Barcelona. Las siete ilustraciones muestran un arte mixto o híbrido. A excepción del último folio 93r, las miniaturas de estos salmos fueron dibujadas íntegramente por el taller inglés, siendo Ferrer Bassa el encargado de dar color a las imágenes del siglo XII. El resultado final sería el singularísimo fruto de un enlace entre la cultura anglo-bizantina cercana al 1200 y las formas pictóricas del 1300 italianizante. Ferrer Bassa, activo en Barcelona en el segundo cuarto del siglo XIV, habría iniciado su carrera hacia 1315 o 1320. Actualmente puede ser considerado como el pintor más destacado del italianismo catalán. Su viaje a Italia y su pertenencia al grupo de artistas privilegiado por los encargos de la realeza hacen de él la figura central de un escenario artístico en plena transformación. Ahora bien, el conocimiento de la más opulenta y creativa pintura del Trecento  italiano no impidieron a Ferrer Bassa embarcarse en la prodigiosa aventura que implicaba el reciclaje de unas miniaturas del siglo XII. Es más, el atractivo de la parte más antigua del libro no debió de pasar inadvertido a este sensible maestro, que se dejó influenciar por algunos de los rasgos más significativos de un arte antiguo, pero que entroncaba fácilmente con algunas de las realidades bizantinas que él mismo había podido conocer de primera mano durante su estancia italiana. La dimensión bizantina de la pintura inglesa fue reinterpretada por los pinceles de un Ferrer Bassa que se dejaba llevar por una pasión distinta, relacionada con las nuevas formas de construir el espacio. Su visión del paisaje tiene un carácter más naturalista y, en suma, podremos apreciar una mayor cohesión entre el volumen de las figuras y el lugar donde estas deben ubicarse. Sin embargo, la monumentalidad y carácter de algunos personajes ingleses no dejaron indiferente a Ferrer Bassa, que aprovecha asimismo otros recursos, ideas y composiciones que le ofrecían los viejos maestros de finales del siglo XII desde las mismas páginas del Salterio. Como hemos dicho, el espacio figurativo del 1200 y las formas pictóricas del siglo XIV confluyen en siete miniaturas del libro. La plantilla inglesa modificó los resultados del taller catalán, que tuvo que aceptar elementos arquitectónicos, disposiciones y proporciones de este arte anterior. Ferrer Bassa, sin renunciar a las máximas de su estilo italianizante, supo hacer rentables los dibujos heredados del taller inglés, es decir, les sacó el máximo partido. El folio 93r (salmo 53) es imprescindible para entender la transición entre los dos mundos figurativos que se abrazan de modo indisoluble en los folios mixtos del libro.  En el registro superior se advierte todavía la convivencia del dibujo inglés y del manto cromático de Bassa, mientras que en el inferior, las historias de David y Saúl ejemplifican el estilo, liberado del dibujo inglés, que corresponderá en exclusiva a Ferrer Bassa y a alguno de sus seguidores más fieles. 

#### Ferrer Bassa
La confluencia de dos factores esenciales —la cultura toscana del siglo XIV y los modelos anglo-bizantinos vigentes entre el 1180 y el 1200— dejaron huellas fundamentales en la personalidad pictórica de Ferrer Bassa. La singular aproximación a unas obras iniciadas más de un siglo antes explica la intensidad de algunos de sus rostros y la especificidad de este pintor frente a los talleres italianos contemporáneos, visible en creaciones suyas como la pérdida Coronación de la Virgen de Bellpuig. Ferrer Bassa se encuentra en Cataluña con toda seguridad ya hacia 1333. En estos años ilustrará por encargo del rey Alfonso el Benigno los Usatges de Barcelona i Costums de Catalunya. La relación del pintor con la corte se perpetúa en tiempos de Pedro el Ceremonioso, coronado en 1336, y ofrece un margen razonable para situar la compleja conclusión del Salterio triple glosado anglo-catalán. Las imágenes del rey David orante que aparecen en algunas iniciales del Salterio pueden vincularse al contexto áulico a que podía destinarse un magnífico libro. En él menudean las referencias a la realeza y las comparaciones entre los hechos del Antiguo y el Nuevo Testamento. A partir del salmo 53 los espacios reservados a la miniatura fueron dominio absoluto del taller de Ferrer Bassa. Libres de las trazas inglesas, el maestro y su equipo desplegaron un espectacular conocimiento de los recursos pictóricos del Trecento  italiano. La escuela bassiana que así se configura, y en la que Arnau, el hijo de Ferrer, es todavía alguien ausente, construye la segunda parte del manuscrito. El modelo asociado a Utrecht ya no existe y no puede garantizarse que, aun a pesar de conocerse su planteamiento, este se hubiese respetado. El taller catalán remodela la visión de los contenidos de los salmos. Sin embargo, la lección inglesa no cae en saco roto y, en alguna medida, su complejidad se incorpora a la visión de la nueva época. Ferrer Bassa revisa la materia del Salterio para adaptarla a una fórmula peculiar basada en la yuxtaposición de viñetas de composición y tamaños diferentes. El carácter y origen de los temas no siempre son idénticos. A los temas narrativos de fondo bíblico más evidente se añaden también otros de carácter hagiográfico, exegético, litúrgico o sacramental, aunque la regularidad en la presentación de las escenas se mantenga y ponga de relieve su relación con los esquemas que son visibles en la pintura mural y en los retablos. Destacan también algunos escenarios de marcado carácter apocalíptico o escatológico, donde vemos desplegarse las luchas de san Miguel con los seres malignos o un cortesano mundo celestial contrapuesto al caos subterráneo del Infierno.
Por otra parte, y después de analizar la trayectoria de Ferrer Bassa y los distintos registros de su producción catalana, el Salterio triple glosado anglo-catalán aparece como la obra clave, aquella que explica mejor que ninguna otra la etapa más antigua e inmediata al retorno del maestro de Italia.  En este sentido, debe de preceder a obras como el Libro de Horas de María de Navarra o el Políptico conservado en la Morgan Library & Museum y también a los murales de la capilla de San Miguel de Pedralbes, del 1346. En resumen, el Salterio fue un proyecto ambicioso que tuvo una influencia clara en obras posteriores. Los planteamientos seguros del mejor Ferrer Bassa, algunos de sus más vistosos modelos, tendrán una repercusión evidente en la obra de su hijo Arnau e incidirán, aunque sea de modo menos intenso, en otros pintores catalanes activos a partir de 1340-1350. Los matices teológicos y los aspectos más rebuscados del libro debieron de contar con el apoyo de un clérigo, destacado conocedor de las profundidades de la teología cristiana. Ello puede ayudar a explicar la singularidad de una obra en la que la suma de materiales pictóricos diversos no parece tener equivalente estricto en ningún otro manuscrito conservado.
Las ilustraciones bassianas descubren un panorama religioso muy rico y variado, atento a los motivos de máxima actualidad. Las órdenes recientes tienen su reflejo concreto en el códice, que no pasa por alto otros aspectos asociados a la vida eremítica y contemplativa ni las alusiones a los clérigos del más alto nivel. La conclusión del libro podría relacionarse con los intereses de Pedro el Ceremonioso, pero en el planteamiento que hagamos de ello no hay que olvidar ni el papel de su padre, el rey Alfonso, ni la poderosa personalidad del hermano de este, su tío, el arzobispo de Tarragona, Juan de Aragón. Los salterios góticos, vinculados a menudo a grandes reyes y reinas, no siguieron la tradición del Salterio de Utrecht.  Por norma, los programas tendieron a simplificar sus contenidos, que a menudo incluyen tan sólo episodios seleccionados del Antiguo y Nuevo Testamento, renunciando a las complejidades del modelo carolingio. Dentro de este panorama, la parte de Bassa del Salterio triple glosado anglo-catalán surge, una vez más, como una obra verdaderamente excepcional, que se desliza entre dos universos distintos. Se trata de una opción diferente que se separa de la antigua tradición de Utrecht, pero también de una opción rara cuando la comparación se establece con los salterios más conocidos del período gótico. La relación entre el texto y las imágenes se renueva. Prescinde de la trasposición literal del texto para jugar con la contemplación de episodios fácilmente reconocibles, pero al mismo tiempo no renuncia a establecer conexiones sutiles que hay que interpretar folio por folio, a la luz de las fuentes y escritos que justifican su existencia. 
Calificado por algunos como el más acabado ejemplar de un "renacimiento" inglés del siglo XII, clímax de una cultura figurativa y pictórica de grandísimo nivel, el Salterio triple glosado anglo-catalán de París es también la obra esencial, y absolutamente imprescindible, para entender el italianismo catalán del siglo XIV. Se trata de una producción que cabría cualificar de opulenta o fastuosa, muestra de un lujo esplendoroso, pero que también hay que entender —más allá de su evidente riqueza material—, como una obra significativa, brillante y lúcida, en que se refleja de forma categórica la mejor pintura de dos etapas distintas.  Estas se dieron cita y compartieron en muy diversos sentidos los espacios de un Salterio único, reservado al trabajo de dos talleres artísticamente envidiables.

## Historia
Con toda seguridad, Pedro el Ceremonioso fue el comitente de la parte pintada por Ferrer Bassa.
Más tarde el códice enriqueció el tesoro de la biblioteca de Jean de Berry, según un inventario de libros y joyas del duque. Es posible que formara parte de los 78 manuscritos vendidos en 1511 por Charles Croy a Margarita de Austria, regente de los Países Bajos. Cuando llegó a París, el manuscrito tenía una encuadernación de terciopelo verde, lo que permite seguir su pista en los distintos inventarios de Margarita de Austria (de 1516 y 1523).
Pasó, junto con la mayoría de libros de Margarita de Austria, a su sobrina María de Hungría, hermana de Carlos V. Tras la muerte de la reina de Hungría, ingresa en los fondos generales de la biblioteca de los Borgoña, en Bruselas. Figura en el inventario realizado en 1615-1617 para los archiduques Alberto e Isabel. El manuscrito pasó de la biblioteca de Bruselas a París en 1796. La encuadernación de Napoleón I fue realizada en 1809.